# Тории Киёмицу
Тории Киёмицу (яп. 鳥居 清満,  1735—1785) — японский художник, мастер укиё-э из династии Тории.

## Биография и творчество
Тории Киёмицу — сын Тории Киёмасу II, представитель третьего поколения династии художников Тории. Киёмицу родился в Эдо и развивался в искусстве укиё-э под руководством отца. В 13 лет он изготовил первые иллюстрации для детской книжки «Таймэн но бива». Впоследствии он выполнял иллюстрации ко множеству романов и повестей, но прославился Киёмицу станковыми гравюрами с актёрами и сценами из спектаклей.
Киёмицу увеличил число печатных досок, таким образом он добавил к красному и зелёному цветам, присущим в то время технике бэнидзури-э, оттенки серого, голубого и жёлтого. Киёмицу приписывают изобретение кэнто — отметки на печатной доске, позволяющей выравнивать и максимально точно сопоставлять различные цветовые зоны. Несмотря на свои нововведения, Тории Киёмицу был верен традиции бэнидзури-э.
Сюжетами его композиций служили изображения красавиц, актёров в амплуа оннагата (женские роли) и девушек в интерьерах чайных домов, за игрой или чтением, после купания.